# Suze Groeneweg
Suzanna « Suze » Groeneweg (4 mars 1875 – 19 octobre 1940) est une femme politique néerlandaise du Parti social-démocrate des travailleurs (SDAP). Elle est la première femme à être élue au parlement néerlandais.

## Biographie
Groeneweg est professeur à Rotterdam. Elle est active dans le travail pour l'éducation populaire et aussi pour l'égalité des sexes, même si elle ne participe pas à des groupes de femmes distincts mais préfère travailler au sein du parti. Elle est également active au sein de l'union de tempérance et du mouvement pacifiste.
Groeneweg est membre du comité central du parti social-démocrate, SDAP, en 1917, lorsque le suffrage passif des femmes est introduit : les femmes peuvent être élues, mais ne peuvent pas voter elles-mêmes. En 1918, lors des premières élections après que les femmes aient été autorisées à se présenter aux élections, elle est la première femme élue au Parlement et siège à la Chambre aux côtés de 99 hommes.
Le 1er janvier 1920, les femmes aux Pays-Bas obtiennent également le droit de vote (droit qu'elles ont exercé pour la première fois lors des élections de 1922). Suze Groeneweg est réélue en 1922 et, en partie grâce au système de représentation proportionnelle en vigueur, six autres femmes la rejoignent à la Chambre des représentants.
Groeneweg reste membre de la Chambre des représentants jusqu'en juin 1937. Elle est également membre du conseil municipal de Rotterdam entre 1919 et 1931, et du conseil provincial de Hollande-Méridionale entre 1919 et 1937.

## Distinctions
- Chevalier de l'ordre du Lion néerlandais